# 岡部誠
岡部 誠（おかべ まこと、1977年3月3日 - ）は、地方競馬の名古屋競馬場藤ヶ崎一人厩舎所属の元騎手である。

## 来歴
1994年9月29日に地方競馬の騎手免許を初めて取得。同年10月16日の名古屋競馬第1競走にてヨシタカクィーンで初騎乗し7着。続く第2競走でセルリアンフェアリに騎乗し初勝利を挙げる。
1999年4月10日に中京競馬場で行われたあざみ賞（旧4歳500万円以下）にてスマイルマドンナでJRA初騎乗。16番人気で11着となる。
2004年4月17日、阪神競馬場で行われた第8競走（4歳以上1000万円以下）をゲイリーファントムで制しJRA初勝利を挙げる。この年は155勝を挙げ、初の名古屋競馬リーディングジョッキーとなる。
2005年、東海ステークスでミツアキサイレンスに騎乗し、JRA重賞初騎乗を果たし14着となる。 
2006年1月30日、名古屋競馬第5競走（サラ3歳3組条件戦）をマウタンで逃げ切り優勝（10頭立て1番人気）し、8190戦目で地方競馬通算1000勝達成。

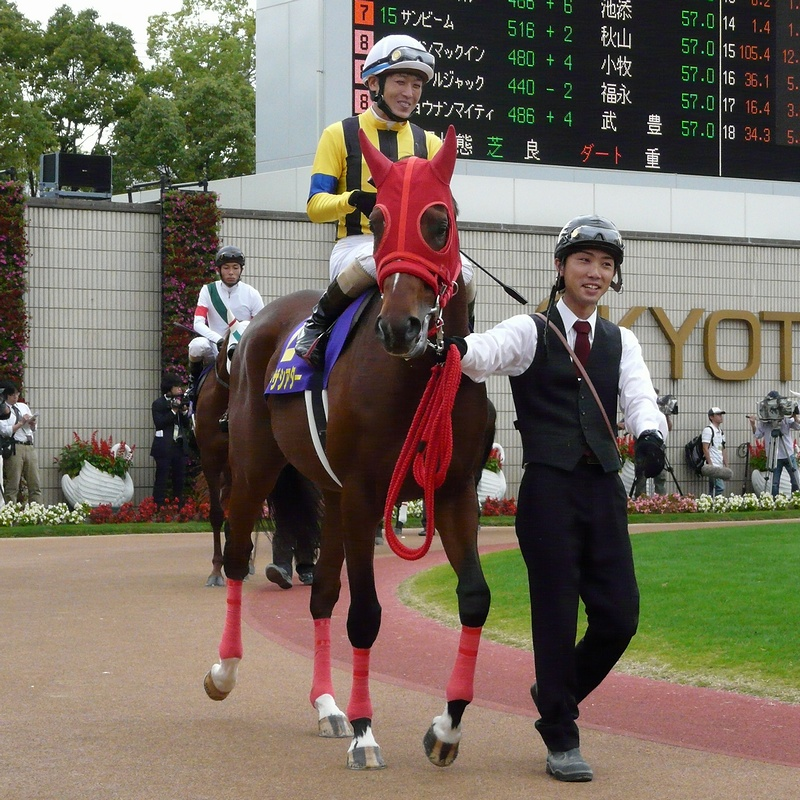
2011年菊花賞

2007年、高松宮記念でモンローブロンドに騎乗し、JRAGI競走初騎乗となったが、最下位18着となる。同年5月31日からマカオに短期免許で遠征。6月23日に遠征21戦目にしてマカオ初勝利を挙げ、6月30日にはマカオスターオブザサンドステークス（マカオローカル G2）を12頭立て最低人気（単勝73倍）だった I am Famous で制し、遠征2勝目がマカオ重賞初勝利となった。現地では9月1日まで騎乗し、合計7勝を挙げた。
2008年6月6日、ヒシウォーシイで東海ダービー初制覇。
2010年9月15日、名古屋競馬第5競走にて地方競馬通算2000勝を達成。
2011年10月23日、第72回菊花賞でJRA所属馬ルイーザシアターに騎乗し中央競馬八大競走に初騎乗した。
2012年11月22日、笠松競馬第10競走においてエーシンフルハウスに騎乗し1着となり、地方競馬通算2500勝を14560戦目で達成。愛知競馬所属としては吉田稔・安部幸夫に続く3人目の快挙。
2015年7月16日、浦和競馬第2競走でキングスベンチに騎乗し1着となり、地方競馬史上26人目で名古屋競馬所属としては初となる地方競馬通算3000勝を16885戦目で達成。
2018年8月28日、名古屋けいば1日目第6レースに勝利し、地方競馬通算3500勝を19585戦目で達成。
2019年2月28日、名古屋競馬で1日8勝の地方競馬新記録を達成した（NARに記録が残る1973年以後）。また、前日27日の第12競走からの8騎乗機会連続勝利も同日に併せて記録している。
2020年10月14日、第15回名古屋競馬2日目第12競走をウォーターレラで勝利し、22,052戦目で地方競馬通算4,000勝を達成した。地方競馬史上12人目の記録だった。
2021年6月29日、金沢競馬場で開催された第4回日本海スプリントをニュータウンガールで勝利し、地方競馬重賞100勝を達成。
2022年5月25日、第5回名古屋競馬1日目第1競走でブルーインサニティに騎乗し1着となり、地方競馬通算4500勝を24008戦目で達成。
2024年3月21日、笠松競馬第3競走でキタノランディに騎乗し1着となり、地方競馬通算5000勝を26307戦目で達成。
2024年7月30日、愛知県競馬組合は岡部の各種の不適切な行為に対し、同年8月6日から同月16日まで開催日8日間の騎乗停止および戒告処分を行ったことを発表した（後述）。さらに翌2025年6月には笠松競馬開催期間中の通信機器の不適切使用が判明し、岐阜県地方競馬組合より同年7月25日から11月18日まで60日間の騎乗停止処分を受けた（後述）。その後、騎手免許の更新を迎える同年7月の継続試験で不合格となり、同年8月1日付で騎手免許が失効することとなった。地方競馬全国協会は不合格の理由を公表していないが、前述の不祥事の影響があったものとみられる。地方競馬通算は5271勝で、8月1日に引退騎手扱いとされ、地方競馬全国協会のホームページで引退騎手として記載される。再受験資格はあるため、地方競馬の騎手免許を再取得することを希望した場合、最短で1年後に受験は可能となっている。

## 不祥事

### ハラスメント行為による処分
2024年7月16日、愛知県競馬組合は岡部に対する処分委員会を開催した。処分の契機となったのが、関係者からの内部通報により、2023年（令和5年）11月から2024年（令和6年）5月までの間に、以下の岡部による不適切な行為が判明した。
1. 他の騎手への粗暴な行為
2. 他の騎手へのハラスメント行為
3. 主催者職員及び馬場管理係員へのハラスメント行為
4. 女性厩務員へのセクシャルハラスメント行為
5. 調教師へのハラスメント行為
6. 他の騎手への迷惑行為

認定された行為に対し、愛知県競馬組合は同組合地方競馬実施条例施行規則第72条第1項第1号（開催執務委員長指示事項違反）および第7号（信用失墜行為）と認められたため、同年7月30日付で岡部に対し以下の通り処分が決定した。
- 他の騎手への粗暴な行為：騎乗停止4日（8月6・7・8・9日）
- 他の騎手へのハラスメント行為：騎乗停止2日（8月12・14日）
- 主催者職員及び馬場管理係員へのハラスメント行為：騎乗停止2日（8月15・16日）
- 女性厩務員へのセクシャルハラスメント行為及び調教師へのハラスメント行為：戒告
- 他の騎手への迷惑行為：注意

### 通信機器の不正使用による処分
2025年6月3日、愛知県競馬組合は騎手調整ルームに関する管理者指示事項に違反したとして、騎乗を予定していた同日から同月5日までの騎乗馬について、騎手変更命令により騎手変更とし、同月6日以降については処分委員会の処分が決定するまでの間、騎乗を拒否（原文ママ）することを発表した。処分事由として、岡部が第3回笠松競馬（同年4月29日から5月2日）及び第5回笠松競馬（5月29、30日）において、同競馬場の調整ルーム等又は通信機器の使用を禁止されている時間帯において通信機器を使用したことが確認されたためとしている。
その後の調査により、2025年4月から5月にかけて、笠松競馬（岐阜県地方競馬組合）調整ルーム管理要綱において定められた通信機器による通信が禁止されている時間帯に計15件の通信を行った事実が確認された。同騎手は笠松競馬所属外騎手であったため、開催執務委員長の許可を受ける形で調整ルーム入室が免除（自宅などを認定調整ルームと指定）されていたが、その期間内も所属騎手同様に通信は禁止されており、これに違反して通信を行っていたものであった。なお、本人への聴取および通信機器の通信記録から、競馬の公正を害する通信は認められなかった。
同年7月8日、岐阜県地方競馬組合は処分委員会を開催し、行政手続法に規定する手続きを経て、同月25日付で同騎手に対し東海地区の非競馬開催日を除き、同年7月25日から11月18日まで60日間の騎乗停止処分とした。
なお、岡部は2012年10月19日にも、他の騎手への競走後の暴力行為により、開催日6日間の騎乗停止処分を受けている。

## 受賞・表彰歴
- 名古屋競馬騎手リーディング（2004年、2006 - 2011年、2013年、2017年）[4]

## 主な騎乗馬
- サンデンビスタ（1998年クリスタルカップ、名古屋競馬場開設記念、全日本アラブクイーンカップ）
- ケイオーミステリー（1999年スプリングカップ）
- ラッシュスルー（1999年岐阜金賞）
- アサヒミネルバ（1999年中京盃）
- アーサーモバイル（アラブカップ）
- エムエスファントム（2001年アラブカップ、アラブダービー、アラブ王冠）
- ナイキゴールド（2004年マーチカップ）
- キジョージャンボ（2004年ゴールド争覇）
- マーブルシーク（2005年白銀争覇）
- ミツアキサイレンス（2005年オグリキャップ記念）
- エムエスオーカン（2005年名古屋杯）
- テーマミュージック（2005年イヌワシ賞）
- タカノハルビー（2006年新緑賞）
- ケイアイダンシング（2006年園田フレンドリーカップ）
- I am Famous（2007年マカオスターオブザサンドステークス）
- レオカーディナル（2008年名古屋記念）
- ヒシウォーシイ（2008年東海ダービー、2010年マーチカップ、スプリング争覇、オグリキャップ記念、西日本グランプリ、オータムカップ、東海菊花賞、東海ゴールドカップ、2011年ウインター争覇、梅見月杯、オグリキャップ記念、西日本グランプリ）
- イーストミー（2008年サラ・クイーンカップ）
- ブルーベリー（2008年ジュニアクラウン）
- アウロプラネット（2009年読売レディス杯）
- エーシンシャウラ（2009年ライデンリーダー記念）
- マイネルアラバンサ（2010年名古屋記念、2010年ウインター争覇、梅見月杯、2011年マーチカップ）
- サカジロタイヨー（2011年新春ペガサスカップ）
- エーシンクールディ（2011年サマーカップ、読売レディス杯、兵庫サマークイーン賞、秋桜賞、笠松グランプリ、2012年読売レディス杯、くろゆり賞、笠松グランプリ）
- オーリーライアン（2011年ゴールドウィング賞）
- エイシンフレンチ（2011年東海ゴールドカップ）
- エーシングレーソロ（2012年オータムカップ）
- エーシンモアオバー（2012年・2014年名古屋グランプリ[32][33]）
- ユーセイクインサー（2013年新緑賞、クイーンカップ）
- キクノグラード（2013年尾張名古屋杯）
- コスモフィナンシェ（2013年みちのく大賞典）
- デジタルゴールド（2013年名港盃）
- ロードパルジファル（2014年尾張名古屋杯）
- ドクターナイーヴ（2014年新緑賞）
- ワールドエンド（2014年・2015年名古屋でら馬スプリント）
- キットパーク（2014年戸塚記念）
- ブラックスキャット（2015年新春ペガサスカップ）
- ジュエルクイーン（2015年ゴールドジュニア、若草賞）
- ミトノレオ（2015年新緑賞）
- サカジロゴーゴー（2015年ゴールドウィング賞）
- ミトノリバー（2016年ゴールドウィング賞）
- イスタナ（2016年ライデンリーダー記念）
- スターレーン（2017年ル・プランタン賞）
- ディアドムス（2017年勝島王冠、2018年報知オールスターカップ）
- アスタークライ（2018年新春盃）
- インディウム（2018年白銀争覇）
- ノブイチ（2018年ゴールドジュニア）
- エンパイアペガサス（2018年オグリキャップ記念）
- コーナスフロリダ（2018年兵庫ダービー、西日本ダービー）
- クリスタルシルバー（2018年マイルグランプリ）
- ボルドープラージュ（2018年ラブミーチャン記念）
- サウスグラストップ（2019年新緑賞）
- キクノステラ（2019年東海桜花賞）
- リリコ（2019年クイーンカップ）
- リンノレジェンド（2019年黒潮盃、ダービーグランプリ、2019年道営記念）
- ウインハピネス（2019年オータムカップ）
- アクアリーブル（2019年知床賞）
- デルマルーヴル（2019年名古屋グランプリ）
- アドマイヤムテキ（2020年・2021年名古屋記念）
- サムライドライブ（2020年マイル争覇）
- エイシンハルニレ（2020年新緑賞）
- ドリームドルチェ（2020年東海桜花賞）
- トーセンレビュー（2021年東海桜花賞、金沢スプリントカップ）
- ニジイロ（2021年東海クイーンカップ）
- ニュータウンガール（2021年日本海スプリント）
- シーアフェアリー（2021年兵庫サマークイーン賞、兵庫クイーンカップ）
- スプリングメドウ（2021年湾岸スターカップ）
- ナムラマホーホ（2021年ベイスプリント、2023年名港盃）
- トーセンブル（2022年オグリキャップ記念）
- タニノタビト （2022年駿蹄賞、東海ダービー、岐阜金賞）
- ゼットパール（2022年飛山濃水杯）
- エムエスドン（2022年ライデンリーダー記念）
- ロッキーブレイヴ（2022年オータムカップ【笠松】、2023年ウインター争覇、マーチカップ）
- サンロアノーク（2023年白銀争覇）
- ナイトオブバンド（2023年秋の鞍）
- ヴィヴィアンエイト（2023年ラブミーチャン記念）
- ディクテオン（2023年名古屋グランプリ）
- ミトノユニヴァース（2023年ライデンリーダー記念、2024年新春ペガサスカップ）
- ミトノウォリアー（2024年ゴールドジュニア、新緑賞）
- コールミーメイビー（2024年クイーンカップ）
- アンタンスルフレ（2024年北國王冠）
- サヴァ（2025年白銀争覇）

出典: